# محوطه خرابه مشیران
محوطه خرابه مشیران مربوط به متاخر دوران‌های تاریخی پس از اسلام است و در شهرستان مشگین‌شهر، بخش مرادلو، دهستان یافت، روستای مشیران واقع شده و این اثر در تاریخ ۲۶ اسفند ۱۳۸۷ با شمارهٔ ثبت ۲۵۸۱۶ به‌عنوان یکی از آثار ملی ایران به ثبت رسیده است.